# تيدي بينيت
تيدي بينيت (بالإنجليزية: Teddy Bennett)‏ (1862 في المملكة المتحدة - ) هو لاعب كرة قدم بريطاني (وحمل سابقاً جنسية المملكة المتحدة لبريطانيا العظمى وأيرلندا) في مركز الهجوم. لعب مع ستوك سيتي.